# Pioneer (Ohio)
Pioneer is een plaats (village) in de Amerikaanse staat Ohio, en valt bestuurlijk gezien onder Williams County.

## Demografie
Bij de volkstelling in 2000 werd het aantal inwoners vastgesteld op 1460.
In 2006 is het aantal inwoners door het United States Census Bureau geschat op 1420, een daling van 40 (-2.7%).

## Geografie
Volgens het United States Census Bureau beslaat de plaats een oppervlakte van
4,3 km², waarvan 4,1 km² land en 0,2 km² water. Pioneer ligt op ongeveer 279 m boven zeeniveau.

## Plaatsen in de nabije omgeving
De onderstaande figuur toont nabijgelegen plaatsen in een straal van 16 km rond Pioneer.